# Chroniochilus
Chroniochilus är ett släkte av orkidéer. Chroniochilus ingår i familjen orkidéer.
Kladogram enligt Catalogue of Life:
| Chroniochilus | \| \| Chroniochilus ecalcaratus \| \| \| \| \| \| Chroniochilus minimus \| \| \| \| \| \| Chroniochilus thrixspermoides \| \| \| \| \| \| Chroniochilus virescens \| \| \| \| |
|               | \| \| Chroniochilus ecalcaratus \| \| \| \| \| \| Chroniochilus minimus \| \| \| \| \| \| Chroniochilus thrixspermoides \| \| \| \| \| \| Chroniochilus virescens \| \| \| \| |
|               | Chroniochilus ecalcaratus |
|               | |
|               | Chroniochilus minimus |
|               | |
|               | Chroniochilus thrixspermoides |
|               | |
|               | Chroniochilus virescens |
|               | |